# Werewolf in a Women’s Prison
Werewolf in a Women’s Prison ist ein US-amerikanischer Horrorfilm/Exploitationfilm des Regisseurs Jeff Leroy aus dem Jahr 2006.

## Handlung
Jack und Sarah wollten eigentlich nur ein paar gemütliche Tage voller Sex und Drogen in Mexiko verbringen. Doch beim Zelten werden sie von einem Werwolf attackiert. Es gelingt ihnen zwar die Kreatur zu töten, doch Jack stirbt dabei. Sarah überlebt schwerverletzt.
Sarah erwacht in einem Gefängnis, das von den BDSM-Freaks Juan und Kelly geleitet wird. Die beiden behaupten, Sarah hätte ihren Freund getötet. Ohne Gerichtsbeschluss wird Sarah festgehalten und erfährt von ihrer Zellengenossin Rachel, dass in diesem Gefängnis alles erlaubt ist. Vergünstigungen gibt es nur durch Sex, die Wärter können nach Lust und Laune die Gefangenen missbrauchen. In einem Traum erscheint ihr Jack, der sie darauf hinweist, dass sie durch einen Biss den Fluch des Werwolfs erhalten hat und sich bei Vollmond verwandeln wird. Bei einem Appell auf dem Hof kommt es zu einer Auseinandersetzung zwischen Rachel und einem Mitgefangenen. Sarah greift ein und bricht einem Häftling den Arm. Drei Betäubungspfeile sind nötig, um die plötzlich superstarke Sarah aufzuhalten. Zur Strafe werden die beiden in den „Toaster“ gesteckt, das heißt, sie werden in der Wüste angekettet. Sie können nur dadurch überleben, dass sie sich gegenseitig den Schweiß von ihren nackten Körpern lecken.
Zurück im Gefängnis bricht die Nacht ein. Sarah verwandelt sich in einen Werwolf und metzelt fast das komplette Gefängnis nieder, bis sie von Juan aufgehalten wird. Dieser betäubt sie und hat nun den irren Plan, Sarah auszustellen. Am nächsten Tag gelingt jedoch Rachel und Sarah die Flucht. Verfolgt von zwei Wächtern und dem Kopfgeldjäger „Badger“ fliehen sie in die Wüste. Es gelingt Sarah, die beiden Wächter zu töten, doch Badger schafft es, die beiden einzufangen.
Sarah wird angekettet und einer johlenden Menge präsentiert. Um sie in die Werwolfrolle schlüpfen zu lassen, peitscht Kelly Rachel aus. Sarah verwandelt sich und richtet ein Massaker an. Juan und Kelly verbarrikadieren sich in ihrem Büro und warten mit Silberkugeln auf den Werwolf. Nachdem vier Schüsse verfehlt haben, tötet Sarah die beiden. Eine andere Gefangene will sie erschießen, doch Rachel versucht Sarah zu beruhigen. Diese hat sich jedoch nicht mehr unter Kontrolle und beißt Rachel. Daraufhin erschießen die beiden Sarah. Als diese stirbt, verwandelt sie sich zurück und warnt Rachel davor, dass sie nun ein Werwolf ist. Die letzte silberne Kugel soll sie zum Selbstmord einsetzen.

## Hintergrund
Um den Film in Deutschland zu veröffentlichen, forderte die Juristenkommission insgesamt etwa 2 Minuten an Schnitten. Eine unzensierte Version ist in Österreich erschienen. Am 31. Juli 2009 wurde der Film von der BPjM indiziert.

## Kritik
Der Film vermischt die typischen Elemente eines Werwolffilms mit denen der Exploitation. Es sind einige sehr harte Splatter-Sequenzen sowie einige Softcore-Sexszenen mit einigen wenigen BDSM-Szenen enthalten. Die Special Effects wirken veraltet, auch wenn einige CGI-Effekte vorkommen. Der Film gewann den Titel „Best B-Movie of the Year“ auf dem B-Movie Film Festival in Syracuse (New York). Das Lexikon des internationalen Films bezeichnete den Film als „Trash-Unterhaltung, die weit unter die Gürtellinie zielt“.